# Tetto salariale
Il tetto salariale, in inglese salary cap, è la somma massima di denaro che una squadra sportiva professionistica può spendere complessivamente, in ogni stagione, per gli ingaggi dei propri giocatori.
Per estensione, l'espressione è utilizzata per i tetti alle retribuzioni nel pubblico impiego o agli emolumenti per le cariche pubbliche.

## Nello sport
Il tetto salariale può essere adottato sia per impedire la crescita incontrollata dei costi di gestione delle squadre sportive sia per evitare squilibri tecnici tra società con più disponibilità finanziare e altre che ne hanno meno; tale misura è utilizzata dalle principali leghe sportive nordamericane (MLB, NBA, NFL e NHL) e australiane (AFL e NRL), ma non da quelle europee e asiatiche;
In Italia il primo, ed unico, caso di tetto salariale applicato al calcio professionistico è stato quello del campionato di Serie B nella stagione 2013-2014: sono state regolamentate la parte fissa, variabile e le varie casistiche contrattuali che riguardavano gli ingaggi dei calciatori, predisponendo controlli e sanzioni per chi non rispettasse queste convenzioni prese anche con l'appoggio dell'AIC; nella sostanza, per quanto riguardava i nuovi contratti firmati a partire da quella stagione, non erano possibili ingaggi oltre i 300.000 euro annui (150.000 nella parte fissa, 75.000 per obiettivi di squadra e 75.000 per i bonus) senza ripercussioni sulla mutualità, restando entro il 60% del rapporto fra emolumenti (inclusi quelli dello staff tecnico) e valore della produzione.

## Nel lavoro
Mentre all'estero questo tipo di richiesta ha riguardato soprattutto i proventi degli amministratori di società (pubbliche o private), in Italia la polemica si è rapidamente spostata dal limite agli ingaggi nei contratti ai manager a quello nei rapporti di lavoro subordinato, soprattutto nel pubblico impiego; negli anni settanta ciò fu oggetto di polemiche sulla cosiddetta giungla retributiva, che diedero luogo anche ai lavori di un'apposita Commissione parlamentare d'inchiesta.
A livello legislativo in Italia la questione fu affrontata per la prima volta nella legge finanziaria del 2007, con sei articoli su lavoratori pubblici, amministratori di società di diritto privato, consulenti, Corte dei conti. Nella successiva legislatura, in Senato, fu proposto l'ordine del giorno di Elio Lannutti al disegno di legge comunitaria sul tetto alle retribuzioni private.
In tema di statuizione legislativa di tetti massimi alla retribuzione, la Corte costituzionale ha avuto modo di affermare che: «l'autonomia collettiva non è immune da limiti legali. ( .. ) Compressioni legali di questa libertà, nella forma di massimi contrattuali, sono giustificabili solo in situazioni eccezionali, a salvaguardia di superiori interessi generali, e quindi con carattere di transitorietà» (sentenza 18 marzo-26 marzo 1991, n. 124, relativa ad un meccanismo di indicizzazione stabilito per legge). Forte di questo precedente, il governo Monti fissò il limite massimo retributivo - per i dipendenti pubblici - alla retribuzione del primo presidente della Corte di cassazione, ai sensi degli articoli 23-bis e 23-ter del decreto-legge 6 dicembre 2011, n. 201, convertito, con modificazioni, dalla legge 22 dicembre 2011, n. 214, e successive modificazioni e integrazioni.
Il limite massimo retributivo - fissato alla retribuzione del primo Presidente della Corte di cassazione, con l'articolo 3 del decreto del Presidente del Consiglio dei ministri 23 marzo 2012; esso corrispondeva, come dichiarato da un successivo atto di accertamento del dipartimento della Funzione pubblica, a 317 000 euro annui - fu poi abbassato al livello dell'appannaggio del Capo dello Stato (240 000 euro) con l'articolo 13 del decreto-legge 24 aprile 2014, n. 66, emanato dal governo Renzi e dichiarato legittimo dalla Corte costituzionale. 
A sei anni dall'introduzione della misura, sono state affacciate alcune critiche all'effetto - che la norma comporterebbe - di "costringere molti grandi manager che lavorano nel pubblico a lavorare in condizioni non di mercato, rendere il mondo della pubblica amministrazione un luogo non adatto all'attrazione dei migliori talenti, impedire al pubblico di poter concorrere con il privato per accaparrarsi i migliori professionisti in circolazione, trasformare i lavori ai vertici del mondo pubblico in lavori fatti più sulla base di uno spirito di servizio che sulla base di un giusto riconoscimento economico (spirito di servizio che nei casi meno fortunati può nascondere l'attesa di favori futuri)".

## Nella previdenza
Nelle proposte di ricalcolo pensionistico avanzate nel 2018 nel contratto di governo italiano dell'inizio della XVIII legislatura, viene adombrata la possibilità di importare il metodo del "tetto" anche nella previdenza: è oggetto di una proposta di legge parlamentare «il nuovo "tetto", fissato ora a 4500 euro netti, sotto i quali l'eventuale ricalcolo non avrà effetto (quindi nessun taglio)».
Successivamente è stato invece approvato un contributo fiscale, a carico di quattro fasce di percettori di pensioni non interamente contributive, al di sopra della soglia dei 100.000 euro annui.